# Cyrtonastes seriatoporus
Cyrtonastes seriatoporus é uma espécie de artrópode pertencente à família Chrysomelidae.